# Lysicarpus
Lysicarpus é um género botânico pertencente à família Myrtaceae.